# Innocentada de Manresa
La Innocentada de Manresa és una obra teatral, humorística i satírica que se celebra a Manresa. Combina escenes de teatre amb números de ball de diferents estils, apropiats a la trama de l'obra. En algunes ocasions ha tingut música i cant en directe.

## Història
Va néixer de la mà del polifacètic artista manresà Agustí Soler i Mas que, amb un grup d'amics va muntar una primera innocentada (representada el dia de Sants Innocents) l'any 1957. D'aquí prové el nom de l'obra de teatre.

Símbol de teatre

L'èxit d'aquella representació (i salvant els obstacles de la censura de l'època), va motivar vivament a l'Agustí a crear nous guions per fer noves innocentades. Amb molta il·lusió i amb el patrocini de l'Agrupació Manresana de Folklore, va anar donant forma, a poc a poc i any rere any, a la qual es va consolidar com la manifestació cultural i artística més genuïna i única pel seu temperament a Manresa, la seva comarca i, perquè no dir-ho, a tot el país.

## Pilars bàsics
La Innocentada està basada en tres pilars fonamentals que el seu creador (i les comissions organitzadores que les han portat a terme fins avui) va implantar:
1. Oberta a tothom
2. De caràcter amateur
3. Totalment altruista

Amb aquesta filosofia, primer l'Agustí i després les diferents persones que duen a terme la seva organització, es va anar representant any rere any.

## Guions
L'Agustí va crear 45 guions. Va ser l'Alma mater de les Innocentades, ja que, a més de guionista, va ser director d'algunes d'elles, així com actor en multitud d'ocasions. En va ser l'organitzador i dinamitzador fins a la seva mort, l'any 2002.
El 2003, al no comptar amb el tradicional guió de l'Agustí, es va cobrir l'esdeveniment gràcies als amics de Salelles.
Del 2004 al 2007 es va fer càrrec de continuar la Innocentada el grup de teatre semi-professional La Bodega Teatre, duent a terme les representacions amb guions, direcció i participants exclusius d'aquesta companyia.
L'any 2007, un grup de gent amant de la Innocentada, amb el desig de no perdre-la i tornar a la filosofia original, va constituir la denominada "Comissió Innocentada de Manresa" dintre de l'Agrupació Cultural del Bages Arxivat 2011-06-23 a Wayback Machine., per fer-se càrrec de l'organització i la continuïtat de les futures Innocentades.

## Concurs de guions
Aquesta Comissió ha creat, amb el suport de l'Ajuntament de Manresa, un concurs anual de guions per a la Innocentada, establint un calendari de convocatòria: el termini per a presentar els guions s'obre entre el març i l'abril i es tanca a l'octubre. Les obres presentades les qualifica un jurat format per membres de diversos estaments de la ciutat i en selecciona dues. La Comissió escull una de les dues obres premiades per ser representada l'any següent. Aquesta convocatòria serveix per fer una crida a la gent que està disposada a participar. Un valor afegit a la Innocentada és que cada any es representa un guió diferent, cosa que implica moure 150 persones, aproximadament, per a poder realitzar el seu muntatge amb actors, ballarins i equips tècnics.

## Comissió Innocentada de Manresa
L'any 2017, la Comissió de la Innocentada que va treballar per fer créixer aquest projecte durant 10 anys va decidir deixar pas a un nou relleu de persones engrescades i enamorades també de la Innocentada de Manresa. És en aquest moment que la nova comissió contempla tres objectius com a punt de partida del seu nou camí:
- Estrenar obres on les coreografies estiguin integrades al màxim amb l'obra teatral.
- Prioritzar el dinamisme dels textos representats aconseguint així funcions més àgils i més breus.
- Ajustar l'import de les entrades per afavorir una major afluència de públic.

## Balls
Els balls de la innocentada de Manresa sempre són un reclam esperat dins l'obra. Es vetlla perquè el contingut de les coreografies estigui integrat dins el contingut de l'obra i formar així un espectacle únic i coherent des de l'inici fins al final. La direcció coreogràfica ha anat passant de mans al llarg dels anys, però sempre ha estat a càrrec de dansaries o antics dansaires de l'Esbart Manresà de Dansaires de l'Agrupació Cultural del Bages. Així com els ballarins i ballarines que sempre han format part de l'Esbart Manresà en algun moment o altre. Actualment l'elenc de ballarins i ballarines rep el nom de el Cos de Ball de l'Agrupació Cultural del Bages.

## Pressupost
El pressupost de la Innocentada puja cap a 20.000 €, els quals s'obtenen gràcies a una petita subvenció (ara per ara de l'Ajuntament de Manresa), i a la recaptació de les cinc sessions de l'obra representada l'any anterior. Aquest pressupost és per:
- Lloguer del Teatre Conservatori de Manresa i la Sala Mestre Blanch pels assajos
- Compra o lloguer de vestuari
- Compra o lloguer de material escènic
- Confecció de la propaganda
- Sopar de germanor per a tots els participants (si s'han cobert despeses; si no, a la catalana!).

## Sessions
Les primeres representacions de la Innocentada es feien al desembre, però es van haver de canviar les dates perquè coincidia amb els també famosos Pastorets dels Carlins Arxivat 2016-05-04 a Wayback Machine. de Manresa. Molts actors i actrius que participaven en la Innocentada ho feien també als Pastorets i s'interferien els assajos i les representacions.
Actualment les últimes innocentades s'han estrenat a mitjans de gener! Normalment durant dos caps de setmana, fent sessions els divendres, dissabtes i diumenges.

## Innocentades[5]
1. La sardana dels geperuts (1957)
2. El pati de les oques (1958)
3. El castell dels tres dragons (1959)
4. Qui sóc? (1960)
5. El casament (1961)
6. El natalici (1962)
7. Tele-Innocentada (1963)
8. Som nosaltres, li pica? (1964)
9. El tren de la felicitat (1965)
10. X Innocentada (1966)
11. La Innocentada submarina, (Jo sí, jo sí...) (1967)
12. La Innocentada en Festes (1968)
13. La Innocentada supersticiosa (1969)
14. Parador El Cérvol (1970)
15. Oh, any 3000! (1971)
16. El nen de Li-Dom (1972)
17. Els llits de Valldemossa (1973)
18. Vessa, Vesuvi! (1974)
19. Ja sé que no s'estila (L'ascensor) (1975)
20. Liszt evasió (1976)
21. Apartat 279 (1977)
22. El Califa sabater (1978)
23. La Filo i el filet (1979)
24. Barroc Shop (1980)
25. Noces d'Argent (1981)
26. Fromm, Fromm, Ximm, Pomm (1982)
27. I jo, què? (1983)
28. Tagore, Sir o no Sir (1984)
29. Lladres, pillos i gormands (1985)
30. Hola, Norbert! (1986)
31. El gronxador (1987)
32. Manresa, municipi d'Europa (1988)
33. Càsting (1989)
34. Telefoni'm, si us plau! (1990)
35. Colli'm l'aixeta, que balla! (1991)
36. Manca parquet (1992)
37. Parit al maig (1993)
38. Prohibit ballar (1994)
39. Llocs perillosos (1996)
40. Stenka Razin (1997)
41. Sífilis daurada (1998)
42. Erectina 3000 (1999)
43. Favets i Tremendos (2000)
44. Black, la Manresa fosca (2001)
45. Minorisa Mon Amour! (2002)
46. Fum, Fum, Fum, Salelles (2003)
47. El Musical d'en Bisbal (2004)
48. Cantant "Viva el Rey" (2005)
49. Habemus Cristu (2006)
50. La revolta dels Innocents (2007)
51. Noces d'Or (2008)
52. M'apunto a Manresa, i tu? (2009)
53. Oms i la Llum Filosofal (2010)
54. Paco No-Do (2011)
55. La profecia: L'il·luminat i el déu que els afarta (2012)[6]
56. Manrússia, ciutat olímpica (2013)[7][8]
57. L'alcalde i la cupletista (2014)[9]
58. Francesc, véns o no véns? (2015)[10]
59. 1808, Crònica del paper socarrimat (2016)[11]
60. Barrock Shop (2017)
61. Tens un Do (2018)
62. Cabaret 33 (2019)
63. A Toc de Campana (2020)